# Святий Петро (Мартіні)
«Святий Петро» (італ. San Pietro) — картина італійського живописця Сімоне Мартіні, представника сієнської школи. Створена близько 1326 року. Зберігається у Музеї Тіссен-Борнеміса в Мадриді (однак належить колекції Кармен Тіссен-Борнеміса).

## Опис
Ця картина була частиною вівтаря, що складався із п'яти панелей одного розміру, вставлених у рами подібні до переносного поліптиха. На вівтарі були зображені фігури святого Ансана Сієнського (ліворуч), Богоматері з немовлям (в центрі) і святих Андрія і Луки (праворуч). Цей твір після 1405 року був встановлений на вівтарі капели сієнської міської ратуші, де до нього додали ще п'ять панелей з епізодами з життя Богородиці пензля Сано ді П'єтро; в такому вигляді вівтар залишався до 1686 року, коли його розібрали.
Сімоне Мартіні — один з найкращих представників сієнької школи живопису періоду Треченто. Його роботи відрізняє поєднання типових елементів візантійського мистецтва, таких, як позолочений фон, з витончинеми готичними формами, завдяки чому його творчість внесла значний внесок у розвиток так званого першого «інтернаціонального» готичного стилю.